# Formula 3
Formula 3 é um grupo musical italiano de Hard Rock ativo principalmente nos anos 1970.

## História
O grupo foi fundado em 1969 e era originariamente composto por Alberto Radius (guitarra e voz), Tony Cicco (bateria e voz) e Gabriele Lorenzi (teclados e vox, proveniente da formação do Samurai).
Foi o único grupo a ter acompanhado ao vivo, duas tournêes, de 1969 e 1970, de Lucio Battisti, que escreveu e produziu para eles numerosas músicas.
Entre os maiores sucessos Questo folle sentimento, Io Ritorno Solo, Sole giallo sole nero, La folle corsa, esta última apresentada ao Festival de Sanremo, de 1971, em dupla com Little Tony. Outro grande êxito é Eppur mi son scordato di te, cantada também por Lucio Battisti.
Em 1972, a banda se exibiu no Festival Internacional da Canção no Rio de Janeiro e foi declarada vencedora pelo júri popular. A canção era "Aeternum".
O grupo se desfez em 1974 por vontade do letrista Mogol e da etiqueta discográfica Numero Uno..
A banda de reconstituiu em 1990 con a mesma formação original, participando depois de duas edições do Festival de Sanremo, em 1992, com Lorenzi, e em 1994, com Andrea Pistilli.
Em 1992, depois da saída de Gabriele Lorenzi, se alternaram os tecladistas Andrea Pistilli, Maurizio Metalli e Ciro di Bitonto.

## Formação
- Alberto Radius: guitarra e voz
- Tony Cicco: bateria e voz
- Gabriele Lorenzi: teclado e voz

## Discografia1969-1974

### 33 rotações

#### Dies Irae (1970)
O primeiro álbum, lançado pela etiqueta Numero Uno. Contém sete músicas, quatro das quais escritas e produzidas por Mogol e Lucio Battisti, entre as quais, os singles Questo folle sentimento, sucesso de estreia do trio em 1969 e Sole giallo, sole nero, enquanto outras duas músicas apresentam Mogol como letrista (Se non è amore cos'è e Perché... perché ti amo, musicada pelos irmãos Edoardo Bennato ed Eugenio Bennato.
1. Dies Irae (pubblico dominio) 7:42
2. Non è Francesca (Battisti, Mogol) 3:37
3. Perché...Perché Ti Amo (Bennato, Bennato, Mogol)	6:04
4. Questo Folle Sentimento [Intro] (Battisti, Mogol) 1:05
5. Questo Folle Sentimento (Battisti, Mogol) 2:18
6. Walk Away Renée (Brown, Calilli, Sansone) 4:29
7. Se Non è Amore Cos'è (Sandro Colombini, Elio Isola, Mogol) 5:10
8. Sole Giallo, Sole Nero (Battisti, Mogol) 7:09

#### Formula 3 (1971)
Todas as canções do segundo LP foram escritas por Mogol e Lucio Battisti. O álbum apresenta "Il vento", música originariamente já gravada pelo grupo Dik Dik, em 1968, enquanto Battisti a publicará somente no ano seguinte. Vendo casa e Un papavero tinham sido interpretadas respectivamente pelo Dik Dik e Flora Fauna & Cemento, em maio daquele ano, um mês antes da publicação deste LP.
1. Nessuno nessuno (11:01)
2. Tu sei bianca, sei rosa, mi perderò (4:16)
3. Vendo casa (2:55)
4. Eppur mi son scordato di te (3:38)
5. Un papavero (4:01)
6. Il vento (4:47)
7. Mi chiamo Antonio tal dei tali e lavoro ai mercati generali (5:51)

#### Sognando e risognando (1972)
O terceiro trabalho da banda apresenta uma atmosfera mais empenhada, visível já da subdivisão do LP em três suítes, entre as quais o single Storia di un uomo e di una donna, assinado por Mogol/Battisti. Com Sognando e risognando, o grupo é rotulado de banda satélite de Battisti, e começa a compor outras duas suítes, que de fato, são fruto exclusivamente do trio.
1. Sognando e Risognando (Mogol/Battisti) (10:42)
  1. Fermo al semaforo (2:53)
  2. Sognando (2:15)
  3. La stalla con i buoi (4:10)
  4. Risognando (1:19)
2. L'Ultima Foglia (Cicco/Lorenzi/Radius) (11:51)
  1. L'albero (5:15)
  2. Non mi ritrovo (4:21)
  3. Finale (2:12)
3. Storia di un uomo e di una donna (Mogol/Battisti) (4:57)
4. Aeternum (Cicco/Lorenzi/Radius/Battisti) (11:31)
  1. Tema (2:32)
  2. Caccia (1:42)
  3. Interludio (5:56)
  4. Finale (1:18)

#### La grande casa (1973)
As letras do disco são de Mogol, exceto Bambina sbagliata e Rapsodia di Radius, que Mogol escreveu em colaboração com Marva Jan Marrow. As músicas foram assinadas por todos os três componentes do grupo, enquanto a produção coube exclusivamente a Mogol.
1. Rapsodia di Radius (Mogol/Marrow/Radius) (5:21)
2. La ciliegia non è di plastica (Mogol/Cicco) (4:33)
3. Libertà per quest'uomo (Mogol/Radius/Lorenzi) (5:33)
4. La grande casa (Mogol/Lorenzi) (5:27)
5. Cara Giovanna (Mogol/Lorenzi) (4:58)
6. Bambina sbagliata (Mogol/Marrow/Lorenzi) (4:44)

### 45 rotações
- 1969 Questo folle sentimento / Avevo una bambola (Numero Uno ZN 50001)
- 1970 Sole giallo sole nero / Se non è amore cos'è (Numero Uno ZN 50023)
- 1970 Io ritorno solo / Nanananò (Numero Uno ZN 50035)
- 1971 La folle corsa (pt.I) / La folle corsa (pt.II) (Numero Uno ZN 50115)
- 1971 Nessuno nessuno/Eppur mi son scordato di te (Numero Uno ZN 50117)
- 1972 Sognando e risognando / Storia di un uomo e di una donna (Numero Uno ZN 50148)
- 1973 La ciliegia non è di plastica / Cara Giovanna (Numero Uno ZN 50303)
- 1973 Rapsodia di Radius / Bambina sbagliata (Numero Uno ZN 50317)

## Discografia1990até hoje

### Álbum contendo material inédito
Gravado e mixado no Studio Radius de Milão em março de 2001.

## Note
1. ↑  Fabio Sanna e Michele Neri. «Gabriele Lorenzi: um elemento da fórmula». www.luciobattisti.info. Consultado em 23 de janeiro de 2010